# Tucales
Tucales är ett släkte av skalbaggar. Tucales ingår i familjen långhorningar.
Kladogram enligt Catalogue of Life:
| Tucales | \| \| Tucales franciscus \| \| \| \| \| \| Tucales pastranai \| \| \| \| \| \| Tucales terrenus \| \| \| \| |
|         | \| \| Tucales franciscus \| \| \| \| \| \| Tucales pastranai \| \| \| \| \| \| Tucales terrenus \| \| \| \| |
|         | Tucales franciscus                                                                                          |
|         | |
|         | Tucales pastranai                                                                                           |
|         | |
|         | Tucales terrenus                                                                                            |
|         | |